# George Galamaz
George Daniel Galamaz (ur. 5 kwietnia 1981 w Bukareszcie) – rumuński piłkarz grający na pozycji prawego lub środkowego obrońcy.

## Kariera klubowa
Galamaz pochodzi z Bukaresztu i jest wychowankiem tamtejszego klubu Sportul Studențesc Bukareszt. W sezonie 1998/1999 zadebiutował w jego barwach w drugiej lidze rumuńskiej. W sezonie 2000/2001 stał się podstawowym zawodnikiem zespołu i wywalczył z nim mistrzostwo drugiej ligi, a tym samym awans do pierwszej. W niej swoje pierwsze spotkanie rozegrał 3 sierpnia 2001 przeciwko Petrolulowi Ploeszti (3:0). Na koniec sezonu 2002/2003 spadł ze Sportulem Studențesc do drugiej ligi, w której grał do końca 2003 roku.
Na początku 2004 roku Galamaz odszedł do innego bukareszteńskiego klubu, Rapidu. Grał w nim pół roku i zajął 3. miejsce w lidze, a latem 2004 przeszedł do Dinama Bukareszt. W 2005 roku został z Dinamem wicemistrzem kraju, a rok później zajął z nim 3 pozycję w ekstraklasie.
Zimą 2007 roku Galamaz został piłkarzem Unirei Urziceni, w której wywalczył miejsce w podstawowym składzie. W sezonie 2008/2009 przyczynił się do wywalczenia przez ten klub, prowadzony przez trenera Dana Petrescu, pierwszego w historii mistrzostwa kraju. Jesienią 2009 Galamaz wystąpił z Unireą w fazie grupowej Ligi Mistrzów.
W 2010 roku Galamaz przeszedł do FC Steaua Bukareszt. W 2012 roku został zawodnikiem Universitatei Kluż-Napoka, a następnie Petrolulu Ploeszti. W 2013 roku przeszedł do Anorthosisu Famagusta. W 2014 zakończył karierę.
| Sezon   | Klub                         | Kraj    | Rozgrywki                 | Mecze | Bramki |
| ------- | ---------------------------- | ------- | ------------------------- | ----- | ------ |
| 1998/99 | Sportul Studențesc Bukareszt | Rumunia | Liga II                   | 6     | 0      |
| 1999/00 | Sportul Studențesc Bukareszt | Rumunia | Liga II                   | 18    | 0      |
| 2000/01 | Sportul Studențesc Bukareszt | Rumunia | Liga II                   | 28    | 0      |
| 2001/02 | Sportul Studențesc Bukareszt | Rumunia | Liga I                    | 15    | 0      |
| 2002/03 | Sportul Studențesc Bukareszt | Rumunia | Liga I                    | 16    | 0      |
| 2003/04 | Sportul Studențesc Bukareszt | Rumunia | Liga II                   | 15    | 4      |
| 2004/05 | Rapid Bukareszt              | Rumunia | Liga I                    | 11    | 1      |
| 2004/05 | FC Dinamo Bukareszt          | Rumunia | Liga I                    | 22    | 0      |
| 2004/05 | Dinamo Bukareszt II          | Rumunia | Liga II                   | 5     | 0      |
| 2005/06 | FC Dinamo Bukareszt          | Rumunia | Liga I                    | 18    | 0      |
| 2005/06 | Dinamo Bukareszt II          | Rumunia | Liga II                   | 3     | 0      |
| 2006/07 | FC Dinamo Bukareszt          | Rumunia | Liga II                   | 1     | 0      |
| 2006/07 | Unirea Urziceni              | Rumunia | Liga I                    | 15    | 1      |
| 2007/08 | Unirea Urziceni              | Rumunia | Liga I                    | 32    | 3      |
| 2008/09 | Unirea Urziceni              | Rumunia | Liga I                    | 32    | 4      |
| 2009/10 | Unirea Urziceni              | Rumunia | Liga I                    | 28    | 3      |
| 2010/11 | Unirea Urziceni              | Rumunia | Liga I                    | 6     | 0      |
| 2010/11 | Steaua Bukareszt             | Rumunia | Liga I                    | 11    | 0      |
| 2011/12 | Steaua Bukareszt             | Rumunia | Liga I                    | 8     | 0      |
| 2011/12 | Universitatea Kluż-Napoka    | Rumunia | Liga I                    | 13    | 0      |
| 2012/13 | Petrolul Ploeszti            | Rumunia | Liga I                    | 16    | 0      |
| 2012/13 | Anorthosis Famagusta         | Cypr    | Protathlima A’ Kategorias | 7     | 0      |
| 2013/14 | Anorthosis Famagusta         | Cypr    | Protathlima A’ Kategorias | 0     | 0      |

## Kariera reprezentacyjna
Galamaz rozegrał 4 mecze w reprezentacji Rumunii U-21. W dorosłej reprezentacji kraju zadebiutował 14 października 2009 roku w wygranym 3:1 spotkaniu eliminacji do Mistrzostw Świata w RPA z Wyspami Owczymi.